# سليمان دومبيا
سليمان دومبيا (بالفرنسية: Souleyman Doumbia)‏ هو لاعب كرة قدم فرنسي في مركز الدفاع، ولد في 24 سبتمبر 1996 في باريس في فرنسا. شارك مع منتخب ساحل العاج لكرة القدم. أما مع النوادي، فقد لعب مع ستاد رين ونادي أنجيه ونادي باري.

## وصلات خارجية
- سليمان دومبيا على موقع الدوري الأمريكي (الإنجليزية)
- سليمان دومبيا على موقع قاعدة بيانات كرة القدم.إي يو (الإنجليزية)
- سليمان دومبيا على موقع ناشيونال فوتبول تيمز (الإنجليزية)
- سليمان دومبيا على موقع Soccerbase.com (لاعب) (الإنجليزية)
- سليمان دومبيا على موقع Soccerway.com (الإنجليزية)
- سليمان دومبيا على موقع عالم كرة القدم.نت (الإنجليزية)
- سليمان دومبيا على موقع AS.com (الإسبانية)